# Hipoteca

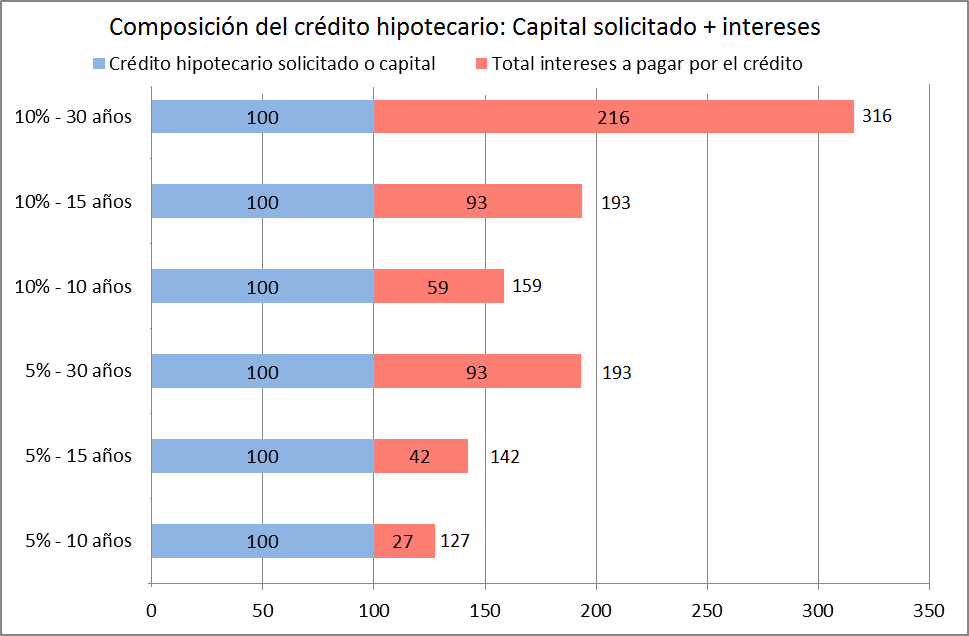
Composición del coste de la hipoteca o crédito hipotecario mediante el sistema de amortización más habitual -francés- en varios supuestos: el capital solicitado o crédito -100- más los intereses constituyen el total a amortizar cuando se adquiere una vivienda mediante hipoteca. A estos gastos hay que sumar los gastos de compraventa y constitución de hipoteca, escrituras, notaria, registro e impuestos que, dependiendo del banco y del país, puede suponer un 15% del crédito solicitado
- Consideraciones: 1) Ratio precio-beneficio: se recomienda no suscribir préstamos superiores a 15 años con una cuota mensual por la que se podría conseguir esa misma vivienda en alquiler. 2) Asequibilidad: la cuota mensual de la hipoteca o alquiler no debe superar el 30% de los ingresos mensuales. 3) Si el crédito es con interés variable hay que saber que puede fluctuar. 4) Debe observarse que no existan cláusulas abusivas.

Evolución del euríbor (tipo de interés utilizado en Europa para euros) a un año (rojo), a tres meses (azul) y a una semana (verde) desde enero de 1999. Los picos máximos del euríbor interanual se alcanzaron en 1994 (6,6%), 2000 (5,2%) y en 2008 (5,526%). Desde entonces se ha reducido significativamente hasta alcanzar interés negativo: el 20 de octubre de 2016 fue de -0,073% a un año (doce meses). En octubre de 2020 el euríbor a un año cayó hasta el -0,463.

La hipoteca es un derecho real de garantía, que se constituye para asegurar el cumplimiento de una obligación (normalmente de pago de un crédito o préstamo), que confiere a su titular un derecho de realización de valor de un bien, (generalmente inmueble) el cual, aunque gravado, permanece en poder de su propietario, pudiendo el acreedor hipotecario, en caso de que la deuda garantizada no sea satisfecha en el plazo pactado, promover la venta forzosa del bien gravado con la hipoteca, cualquiera que sea su titular en ese momento (reipersecutoriedad) para, con su importe, hacerse pago del crédito debido, hasta donde alcance el importe obtenido con la venta forzosa promovida para la realización de los bienes hipotecados.

## La hipoteca como contrato: características legales
La hipoteca es ante todo un derecho real de realización de valor, y como tal derecho real, se halla investido de la reipersecutoriedad, pero nace de un contrato, de modo que en el instante inicial, antes de su inscripción en el Registro de la propiedad, con la cual nace y adquiere la condición de derecho real eficaz frente a terceros, la hipoteca es un contrato. Las características en una y otra situación se resumen en las siguientes.
- Como contrato:
  - Es un contrato nominado o típico, ya que se encuentra reglamentado en la ley.
  - Es un contrato unilateral, debido a que solo se obliga el deudor hipotecario a transferir al acreedor hipotecario el derecho real de hipoteca, con valor de garantía. El acreedor no contrae obligación alguna.
  - Es un contrato accesorio, porque supone la existencia de una obligación principal cuyo cumplimiento asegura (préstamo o crédito).
  - Es un contrato oneroso, por regla general, en cuando produce equivalencia en las prestaciones.
- Como derecho real:
  - Es un derecho real de garantía, o sea, es un derecho que se ejerce sobre la cosa y no respecto a determinada persona, y no se ejerce de forma indirecta puesto que el acreedor hipotecario puede iniciar directamente la venta forzosa de la cosa hipotecada en caso de que el deudor hipotecario no cumpla la obligación garantizada con la hipoteca.
  - Es un derecho inmueble, es decir, se ejerce sobre bienes raíces.
  - Es un derecho accesorio, puesto que sigue la suerte del derecho principal al que garantiza, si la obligación principal es nula, la hipoteca constituida no es válida.
  - El deudor hipotecario no pierde la posesión de la cosa.
  - Constituye una limitación al derecho de dominio o propiedad, es decir, el deudor puede servirse del inmueble con la restricción de los derechos del acreedor hipotecario.

### Sobre el origen histórico de la hipoteca
El término hipoteca es una expresión compuesta, que procede del griego antiguo, derivada de las palabras hypo (debajo) y teka (cajón, caja); es decir, que la hypo-teka era para los griegos algo que estaba oculto, aquello que permanecía escondido debajo del cajón, puesto que no existen signos externos de su existencia, al no conllevar la exigencia de la posesión en favor del acreedor hipotecario para ser constituida. El bien hipotecado continúa perteneciendo al, y sigue siendo poseído por, el deudor hipotecario.
No obstante la regulación actual y la idea de la hipoteca es heredada del derecho romano. Concretamente, en la antigua Roma había dos formas principales de garantizar una deuda, con eficacia real:
- la fiducia, consistía en que el deudor trasladaba cum creditore la propiedad de un bien al acreedor para garantizar la deuda. Esta forma de garantía real generaba una gran desprotección para el deudor.
- la prenda o pignus, con una regulación muy parecida a la actual.

El perfeccionamiento posterior dio lugar, en ocasiones, cuando el deudor necesitaba sus bienes para poder pagar la deuda, a que la prenda fuera pactada sin desplazamiento de la posesión en favor del acreedor. Se utilizaba así para que los arrendadores de la tierra garantizasen el pago al arrendatario, ignorando sus aperos de labranza (que iban a necesitar en todo caso para trabajar, por lo que no podían ceder al acreedor).
Fue esta figura el germen de la hipoteca actual. Sin embargo, por motivos de seguridad jurídica, dado que por falta de posesión permanecía como carga oculta, no fue sino hasta el establecimiento de las Contadurías de hipotecas, luego convertidas en Registros de la propiedad, que trajeron el final de la hipoteca como carga oculta, mediante la publicidad registral, cuando empezó a utilizarse de forma generalizada, como gran dinamizadora del crédito territorial.

### Clases de hipoteca
Existen dos clases de hipotecas, las voluntarias y las necesarias. Son voluntarias las que se constituyen por voluntad espontánea del deudor, o para cumplir una obligación impuesta por el dueño de los bienes que se hipotecan. La hipoteca necesaria existe cuando se constituye para cumplir una disposición legal.

### Funcionamiento esencial de una hipoteca
Con frecuencia se confunde la obligación garantizada (préstamo o crédito habitualmente), con la propia garantía (hipoteca), y se mezcla el concepto y la dinámica del préstamo garantizado, con los de la hipoteca que asegura su devolución. Sería algo así como si mezclamos el automóvil con su seguro de reparación: ambos van unidos pero son cosas distintas. 
Por tanto es preciso tener presente que aunque vayan paralelos, el crédito y su hipoteca son negocios jurídicos distintos. En tal sentido, sentado lo anterior, y como institución de garantía, la hipoteca es un derecho real que se constituye mediante contrato público, (en España escritura pública ante notario), y que, por no conllevar desplazamiento posesorio del bien objeto de la misma, las leyes exigen, además del otorgamiento de la citada escritura pública, en el caso de los bienes inmuebles, que asimismo la hipoteca sea inscrita en el Registro de la propiedad -requisito esencial para que la hipoteca nazca y alcance eficacia entre las partes y frente a terceros- tras cuya perfección, su función exclusiva será únicamente la de servir de garantía a una deuda de dinero, u otra obligación evaluable, dado que la hipoteca es un negocio accesorio a otro que asegura, considerado el negocio principal. 
La realización del bien hipotecado se debe llevar a cabo mediante el remate del mismo en subasta notarial o judicial, precedida de requerimiento al deudor y demanda y resolución ejecutoria sumaria contra del deudor hipotecario una vez haya sido fehacientemente requerido, y además, en su caso, siguiéndose el mismo proceso contra el hipotecante no deudor y contra el tercer poseedor de bienes hipotecados. Por su parte, desde el prisma de la parte deudora, para el dueño del bien hipotecado, la hipoteca es una carga que aminora el valor de dicho bien.

### Elementos
Los elementos del contrato de hipoteca, son tres: personales, formales y reales. 
- Personales, son dos partes las que intervienen: El constituyente (deudor o tercero) de la hipoteca, el cual debe cumplir con la deuda, y el acreedor hipotecario.
- Formales, el contrato de hipoteca debe llevarse en forma escrita. En algunos países requiere que el contrato sea formalizado o escriturado por notario e inscrito en el registro de la propiedad (en el caso de inmuebles).
- Reales, los elementos reales de la hipoteca son: los bienes hipotecables y los créditos susceptibles de ser garantizados con hipoteca.

### Principios
- Especialidad.
- Indivisibilidad.
- Publicidad.

### Derecho real de hipoteca
- Derecho eventual y diferido a la posesión de la cosa.
- Derecho a la enajenación de la cosa.
- Derecho a la preferencia del pago.

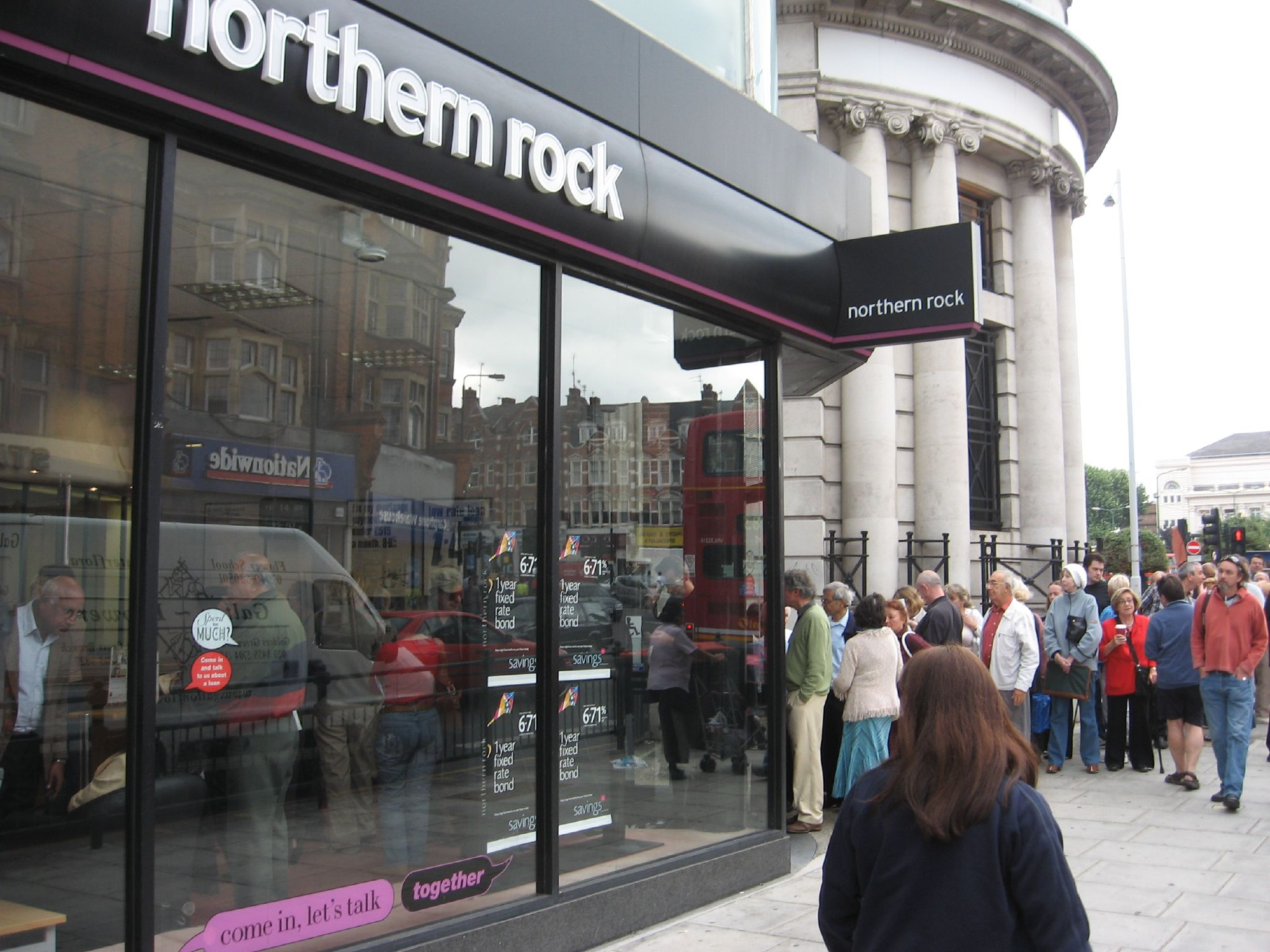
Clientes haciendo cola frente a las oficinas del Northern Rock para retirar sus ahorros.

### La obligación principal garantizada
Habitualmente, la obligación garantizada consiste en el deber de devolver un crédito concedido, o un préstamo entregado, más las responsabilidades accesorias derivadas de la tenencia, que se delimitan empleando tres parámetros fundamentales:
- El capital (o principal), que es la suma de dinero prestada por el acreedor al deudor hipotecario. El montante del capital debitado suele ser menor que el valor de realización del bien hipotecado, de manera que este pueda responder del capital alcanzando eficacia solutoria en la subasta pública, en caso de producirse el impago de todo, o parte, del crédito o préstamo debitado.

- El plazo, que es el tiempo que tomará la devolución del capital y sus accesorias. La devolución del préstamo se realiza mediante pagos periódicos (generalmente mensuales), hasta devolver el capital solicitado más todos los intereses acumulados durante el tiempo pactado para devolver el principal.
- El tipo de interés, que indica un porcentaje anual que se debe abonar al acreedor hipotecario (banco, caja de ahorros, sociedad financiera, o particular) en concepto de ganancias del capital.

El tipo de interés puede a su vez ser:
- Fijo: Mantiene su valor a lo largo de todo el plazo del préstamo.
- Variable: Su valor es revisado periódicamente con el fin adaptar su valor al estado actual de la economía. Generalmente se emplea algún índice económico como el euribor, el Libor o el IRPH, al cual se le añade un diferencial de forma que el interés de la hipoteca siempre sea superior al índice de referencia.

Una vez conocidos los tres parámetros anteriores, es posible realizar los cálculos para conocer cuáles serán las ganancias del banco por la concesión del préstamo y cuál será la cuota que debe abonarse mensualmente hasta amortizarlo (devolución del dinero al banco).

## Sistemas de amortización
Existen diferentes formas realizar a amortización o devolución del capital y los intereses del préstamo. Las más conocidas son:
- El sistema francés
- El sistema de cuota creciente
- El sistema americano
- El sistema alemán

### Sistema francés
El modelo más común es el modelo francés. En este sistema las cuotas son fijas, salvo que el tipo de interés sea variable. En cuyo caso, será necesario repetir los cálculos cada vez que se revise el valor del interés, generalmente una vez al año.
La mayor parte de los intereses del préstamo se pagan al prestamista durante las primeras cuotas del préstamo, ya que el devengo de intereses a cada vencimiento se calcula únicamente en función de dos variables: tipo de interés aplicado y capital pendiente de amortizar. Por lo tanto, al adeudar mayor cantidad al principio del préstamo, se pagan más intereses en cada vencimiento de cuota, y conforme se vaya amortizando capital, el devengo mensual de los intereses será menor. 
Esto no quiere decir que con el sistema francés al principio del préstamo solo se paguen intereses (un mito bastante extendido), ni tampoco es siempre cierto que al principio la mayor parte de la cuota se destine a intereses (si el plazo de amortización es reducido y el tipo de interés es bajo, desde la primera cuota se pagaría más amortización que intereses).

#### Cálculo de la cuota periódica legal en España (TAE)
En España, para créditos hipotecarios, la oferta permitida es con el sistema de amortización francés y los intereses basados en un TAE anual. Seguidamente, un ejemplo para un tipo de interés fijo, que da como resultado la misma una cuota mensual durante toda la amortización:
Tenemos el capital a contratar, la Tasa Anual Equivalente (TAE), y el número de mensualidades.
Calculamos la media de capital (MediaCapital) entre los meses de plazo para abonarlo: capital/meses.
Calculamos la semisuma de la media de capital y el capital mismo: (MediaCapital+Capital) / 2.
Calculamos el interés por los años (InteresAños) tomando el porcentaje de TAE de la Semisuma y multiplicando por el número de años: Semisuma/100 * TAE : Años.
El total a pagar de forma aplazada es la Semisuma más el interés por los años: Semisuma+InteresAños.
La cuota mensual se obtiene del total a pagar dividido por el número de meses: TotalPagar/NrMeses.
Ejemplo numérico
Datos de partida: capital (100 000), TAE (6 %), mensualidades (300 meses = 25 años)
Media de capital: 100 000 / 300 = 333,33
Semisuma: (333,33 + 100 000) / 2 = 50 166,66
Interés por los años: (50 166,66 / 100) * 6 * 25 = 75 250
Total a pagar de forma aplazada: 50 166,66 + 75.250 = 125 416,66
Cuota mensual: 125 416,66 / 300 = 418,06
Para obtener el coste total del crédito hipotecario, normalmente hay que añadir los precios de: tasación y su registro, contrato y su registro, Impuesto de Actos Documentados y su gestión, seguros asociados al inmueble, notaría y su registro, seguro de vida requerido, e Impuesto de Transmisiones Patrimoniales (calculado por el precio del inmueble). Las entidades prestamistas están obligadas a hacer constar todos estos conceptos en las ofertas por escrito, conceptos que se abonan al empezar la contratación y compra.

#### Cálculo de la cuota periódica (otros)
Para calcular cuál es la cuota que debe abonarse periódicamente al banco, se emplea la fórmula siguiente: 
{\displaystyle Cuota={\frac {capital\cdot inter{\acute {e}}s}{100\cdot (1-(1+{\frac {inter{\acute {e}}s}{100}})^{-plazo})}}}
Nota: El factor -plazo de la fórmula es un exponente, no una resta.
El interés debe ser el valor (en %) que se aplica durante cada periodo.

#### Ejemplo de simulación de un préstamo hipotecario mensual con sistema de amortización francés
Por ejemplo, para calcular la cuota de un préstamo hipotecario de 100.000 unidades de capital, de 15 años de plazo y un tipo de interés fijo del 1,605 % anual en el que los pagos se realizan mensualmente, empleamos los siguientes cálculos:
- Como los pagos son mensuales, comenzamos calculando el plazo expresado en meses y el tipo de interés mensual

{\displaystyle Plazo\ (en\ \mathrm {meses} )=15\cdot 12=180\ \mathrm {meses} }
- Interés mensual usando la fórmula de los Tantos Equivalentes:

{\displaystyle 1+i=(1+i_{k})^{k};}
{\displaystyle 1+0,01605=(1+i_{12})^{12};}
{\displaystyle i_{12}=0,0013277607=0,13277607\%(aproximadamente)}
- La cuota que debe ingresarse mensualmente será:

{\displaystyle Cuota={\frac {100000\cdot 0,13277607}{100\cdot (1-(1+{\frac {0,13277607}{100}})^{-180})}}=624,95249\ }
- Ahora, se calcular qué parte de esta cuota se dedica al pago de los intereses y qué otra parte se dedica a reducir la deuda que se tiene con el banco. El primer mes, el reparto se efectúa de la siguiente manera:

{\displaystyle Cuota\ intereses=100000\cdot {0,0013277607}=132,77607\ }
{\displaystyle Cuota\ amortizaci{\acute {o}}n=624,95249-132,77607=492,17642\ }
{\displaystyle {Capital\ pendiente}=100000-492,17642=99507,82358\ }
A partir del segundo mes, el interés se aplicará solo sobre el capital pendiente, con lo que disminuirá la fracción de cuota que se dedica a pagar intereses, y aumentará la porción que se dedica a amortizar el capital.
- Al final del préstamo, habremos pagado al banco 180 cuotas de 624,95249 por lo que el total pagado al banco por la concesión del préstamo será:

{\displaystyle {Total\ pagado\ en\ concepto\ de\ intereses}=180\cdot 624,95249-100000=12491,44878\ }
- Si el tipo de interés fuese variable en lugar de fijo, la simulación se realiza de forma idéntica y se repite al año siguiente, actualizando los valores del tipo de interés, plazo pendiente y capital pendiente.

#### Demostración del cálculo mensual
Del capital total de la hipoteca ({\displaystyle P}), en cada período se paga una cuota fija ({\displaystyle a}), compuesta por:
- los intereses sobre el capital que aún no ha sido amortizado,
- una cantidad destinada a la amortización del préstamo

Se tomará {\displaystyle z} como:
{\displaystyle z=1+{\frac {r}{100}}\,}
Téngase en cuenta que como se hace un cálculo por cada período de pago, al ser el interés indicado normalmente anual, es necesario convertirlo en un tipo de interés equivalente a la frecuencia de pago (meses, habitualmente), dado que el tipo de interés siempre tiene que estar expresado en la misma unidad de tiempo que la frecuencia de pago (si se paga una vez al año, el tipo de interés será anual, si se paga dos veces, el tipo de interés será semestral...). Para un 1,605 % compuesto anual el tipo de interés mensual equivalente sería:
{\displaystyle 1+i=(1+i_{k})^{k};}
{\displaystyle 1+0,01605=(1+i_{12})^{12};}
{\displaystyle i_{12}=0,001327761}
Siendo k la frecuencia de capitalización, es decir, el número de veces que los intereses se acumulan al capital para producir nuevos intereses en un período de tiempo. Si consideramos el período de tiempo de un año, con intereses anuales k será igual a 1, con intereses semestrales, k será igual a 2, con intereses cuatrimestrales k será igual a 3 y así sucesivamente.
En el supuesto en que se trate de un tipo de interés simple (en desuso en la práctica bancaria) el tipo de interés mensual equivalente a nuestro tipo de interés del 1,605 % sería:
{\displaystyle i_{k}={\frac {i}{k}}\ }
{\displaystyle i_{12}={\frac {0,01605}{12}}\ }
{\displaystyle i_{12}=0,0013375}
Inicialmente, se conoce el capital de la hipoteca ({\displaystyle P}), el interés ({\displaystyle r}), y el plazo total en el que se debe pagar la hipoteca ({\displaystyle n}, correspondiente al número de períodos; meses, normalmente).
Interesa determinar la cuota ({\displaystyle a}) por cada período (mes).
De esta forma, en cada período se adeuda al banco:
- el capital no devuelto hasta ese momento,
- más los intereses devengados a favor del banco obtenidos sobre el capital aún no devuelto,
- menos el pago que se haga al final de ese período ({\displaystyle a}, la cantidad a averiguar).

Por tanto, al finalizar el primer período, se adeuda al banco:
{\displaystyle d_{1}=P\cdot z-a\,}
Posteriormente, los cálculos se hacen sobre lo adeudado hasta ese momento:
{\displaystyle d_{2}=d_{1}\cdot z-a=\,}
{\displaystyle \qquad \qquad (P\cdot z-a)\cdot z-a=P\cdot z^{2}-a\cdot z-a\,}
{\displaystyle d_{3}=d_{2}\cdot z-a=\,}
{\displaystyle \qquad \qquad (P\cdot z^{2}-a\cdot z-a)\cdot z-a=P\cdot z^{3}-a\cdot z^{2}-a\cdot z-a\,}
Y continuando así, al finalizar el último período ({\displaystyle n}), y por tanto haber saldado la deuda con el banco (el último pago {\displaystyle a} se corresponde con lo adeudado en ese momento más sus intereses ({\displaystyle d_{n-1}\cdot z})), ya no se debe nada:
{\displaystyle d_{n}=0=d_{n-1}\cdot z-a=\,}
{\displaystyle \qquad \qquad P\cdot z^{n}-a\cdot (z^{n-1}+z^{n-2}+...+z+1)\,}
{\displaystyle d_{n}=0=P\cdot z^{n}-a\cdot (\sum _{k=0}^{n-1}z^{k})\,}
Como el último término se corresponde con una progresión geométrica, se puede reducir a:
{\displaystyle d_{n}=0=P\cdot z^{n}-a\cdot ({\frac {z^{n}-1}{z-1}})\,}
Y despejando {\displaystyle a}, el pago por período, que es lo que interesaba averiguar:
{\displaystyle a={\frac {P\cdot z^{n}\cdot (z-1)}{z^{n}-1}}\,}
Esta fórmula se puede reducir aún más, dividiendo numerador y denominador por {\displaystyle z^{n}}, y sustituyendo {\displaystyle z} por la primera fórmula:
{\displaystyle z=1+{\frac {r}{100}}\,}
{\displaystyle a={\frac {P\cdot (z-1)}{1-z^{-n}}}={\frac {P\cdot (1+{\frac {r}{100}}-1)}{1-(1+{\frac {r}{100}})^{-n}}}={\frac {P\cdot ({\frac {r}{100}})}{1-(1+{\frac {r}{100}})^{-n}}}={\frac {P\cdot r}{100\cdot (1-(1+{\frac {r}{100}})^{-n})}}\,}
Recordando que {\displaystyle a} es la cuota periódica, {\displaystyle P} el capital, {\displaystyle n} el número de plazos, y {\displaystyle r} el interés de cada período:
{\displaystyle Cuota={\frac {capital\cdot inter{\acute {e}}s}{100\cdot (1-(1+{\frac {inter{\acute {e}}s}{100}})^{-plazo})}}\,}

### Sistema de cuota creciente
En el sistema de amortización de cuota creciente la devolución del capital se establece aplicando un incremento anual según una razón geométrica.
El resultado es que la parte de capital a devolver aumenta a medida que se acerca el vencimiento o final natural de la operación.
El sistema de amortización creciente puede combinarse tanto con un interés a tipo fijo como con un interés a tipo variable. Si el interés es a tipo variable entonces la cuota puede tener dos factores de aumento: primero el propio del sistema de amortización creciente y segundo si subiere el índice de referencia con el que se calcula el tipo variable.
En España, tras el sistema de amortización francés, que es el más extendido, es el segundo sistema de amortización más presente en la financiación a consumidores en préstamos con garantía hipotecaria para adquirir una residencia.
Este sistema ha sido utilizado por las Administraciones Públicas autonómicas y estatales para promocionar y facilitar el acceso a la vivienda protegida, tanto en la modalidad de Viviendas de Protección Oficial como en la de Viviendas a Precio Concertado.
FACUA resume lo esencial del modelo de cuota creciente indicando que “La ventaja reside en pagar cuotas más asequibles a comienzo del préstamo, estas cuotas van aumentando considerablemente a lo largo de los años. El inconveniente es que ese incremento se sitúa en torno al 1% - 2% anual, a lo que deben añadirse las subidas que anualmente vaya registrando el Euríbor (u otro índice de referencia elegido). Esto supondría llegar a pagar unos 200 euros mensuales más que el año anterior (pág. 7, Estudio de Mercado préstamos hipotecarios, diciembre 2007)”.

### Sistema estadounidense
En este sistema se pagan los intereses en forma periódica. En las cuotas no se cancela capital. El total del capital prestado se cancela en un único pago al final del plazo total del crédito. Dado que el capital no se va cancelando periódicamente, sino solo los intereses, las cuotas son constantes. 

### Sistema alemán
En este sistema, el valor de las cuotas está compuesto por una amortización constante del capital más los intereses (calculados sobre el saldo de la deuda). En este sistema las cuotas son decrecientes.

## Variantes adicionales

### Hipoteca multidivisa
En estas hipotecas el préstamo o crédito hipotecario puede pagarse en una de varias divisas a elegir por el hipotecado (no tiene que estar incluida necesariamente la moneda del país donde se firma pero es recomendable que no falte esa opción). Normalmente las divisas escogidas han sido aquellas que tienen un tipo de interés bajo en comparación con la moneda local, como por ejemplo el yen japonés o el franco suizo frente al euro en los países de la zona euro. Ello hace variar la letra mensual a la baja si el tipo de interés de la moneda extranjera es menor, pero desde la crisis financiera de 2008 es más importante atender a la variación que puede sufrir el capital pendiente de amortizar por efecto de la variación del tipo de cambio, por lo que es conveniente estar asesorado por un experto en hipotecas multidivisa, tanto en los aspectos referentes a la gestión operativa del préstamo como a los contractuales del propio instrumento. Este fenómeno se observó especialmente después de 2008, cuando monedas como el yen y el franco suizo empezaron a fortalecerse frente al euro, aumentando así las cuotas y el capital pendiente para los hipotecados. Por lo que es conveniente estar asesorado por un experto en hipotecas multidivisa, tanto en los aspectos referentes a la gestión operativa del préstamo como a los contractuales del propio instrumento. Ello posibilitará realizar cambios de divisa cada cierto tiempo con el fin de aprovechar la divisa más favorable en cada período, en tanto que la hipoteca multidivisa es un instrumento esencialmente especulativo a gestionar con sumo cuidado. Para las monedas extranjeras el tipo de interés de referencia será el que se fija en el mercado de Londres, denominado LIBOR. Al entrar en juego el tipo de cambio entre monedas, la cuota mensual varía a cada vencimiento con movimientos que pueden ser incluso muy importantes, tanto a favor o en contra del hipotecado, por lo que este tipo de préstamos hipotecarios se consideran productos de riesgo. Lo podemos entender mejor con un ejemplo: Firmando un préstamo de 150 000 euros en un momento en que el euro vale 162,3 yenes; el capital será de 24 345 000 yenes. Si después de firmar, baja la cotización del euro a 152,3 yenes y tuviera que liquidarse la deuda, se necesitarían 159 849, es decir se habría incrementado la deuda en 9849 euros y si hubiera sido al contrario, es decir el euro sube el tipo de cambio hasta 172,3 yenes, la deuda se habría reducido hasta 141 294, o, lo que es lo mismo, se tendría un ahorro de 8.705 euros sin haber hecho amortizaciones.

### Hipoteca "creciente" o de progresión geométrica
El sistema de cuota creciente no es un tipo de hipoteca sino un concreto sistema de amortización, al igual que el sistema francés, el alemán, el americano o el italiano. No obstante, los préstamos hipotecarios que incorporan este sistema de amortización de cuota creciente se les denomina en ocasiones como hipoteca "creciente".
En España los préstamos con un sistema de cuota creciente con consumidores han sido objeto de demandas judiciales en la última década. Actualmente el debate en términos jurídicos ha obtenido claridad tras cinco sentencias consecutivas del Tribunal Supremo.
El Tribunal Supremo de España ha reiterado entre 2020 y 2023 que la cuota creciente no es un producto financiero complejo y que no tiene sentido exigir información sobre previsibles comportamientos de los índices de referencia o el coste comparativo de otros productos. La información que se considera que es suficiente que el consumidor conozca es la TAE y el resto de elementos que permiten conocer cómo se calculan las cuotas como el plazo, el número de cuotas, el sistema de amortización o el tipo de interés -si se fijo, variable o mixto-.

### Préstamo hipotecario y tipos de interés en España
Resulta importante no confundir los conceptos de hipoteca y de préstamo hipotecario y aunque a veces se usan indistintamente, son conceptos que conviene diferenciar. El préstamo o crédito hipotecario es un producto financiero que consiste en que una entidad financiera, presta dinero al cliente a cambio de que devuelva toda la cantidad prestada más los intereses en un plazo determinado mediante cuotas periódicas, y la entidad cuenta con la garantía real de un inmueble. La garantía real sobre el inmueble es la llamada hipoteca y con ella se asegura de no perder el dinero prestado.
En España, aproximadamente el 93 % de las hipotecas españolas eran hipotecas vinculadas a préstamos de tipo de interés variable, mientras que la media en Europa se sitúa en el 53 %. Eso vuelve el mercado hipotecario español particularmente sensible a cambios en el Euribor, que se derivan de cambios en los tipos de interés del Banco Central Europeo. El Banco Santander estima que los préstamo hipotecarios formalizados antes del 2002, son un 20 % de los que hay en el 2008 en el mercado. Por su parte, es el Banco Bilbao Vizcaya Argentaria el que tiene concedidos mayor número de préstamos hipotecarios de protección pública para financiar viviendas de VPO, cuyos tipos de interés se han desenvuelto hasta ahora al margen del mercado.
En España, el Euribor a un año es el índice más usado para referenciar los préstamos hipotecarios de tipo de interés variable, y en menor medida se ha empleado el IRPH.
Aunque el IRPH y el Euríbor son ambos índices legales y oficiales, muchos ciudadanos han presentado demanda contra la aplicación del IRPH en sus hipotecas, ya que este indicador se sitúa por encima del Euríbor con una diferencia notable, que conduce a un mayor encarecimiento de las hipotecas referenciadas a este índice.
En las hipotecas a interés variable el cliente debe estar pendiente de la evolución del índice de referencia, ya sea IRPH o Euribor y es recomendable utilizar simuladores o calculadoras de revisión de hipoteca que permitan anticiparse al siguiente cambio de cuota tras la nueva revisión del tipo de interés a pagar por el préstamo hipotecario vigente.
El importe medio de los préstamos hipotecarios en España, en noviembre de 2007, alcanzó los 147 018 euros, zonificados de distinta forma, siendo la Comunidad de Madrid, con 217 781 euros, la que mayor media ofreció, seguida del País Vasco con 207 135 euros y el tercer lugar Cataluña con un importe medio de 196 886 euros.

## Normativa y situación por países
La crisis de las hipotecas subprime, iniciada en la segunda mitad de 2007 que desencadenó la posterior crisis financiera de 2008 y la Gran Recesión, ha arrastrado tras sí, aunque en menor medida, también una importante crisis inmobiliaria, y sobre todo la desconfianza de los ciudadanos de algunos países en las entidades bancarias. En España la crisis inmobiliaria ha provocado más de 185 000 desahucios, superando la cifra de 500 diarios.

### Alemania

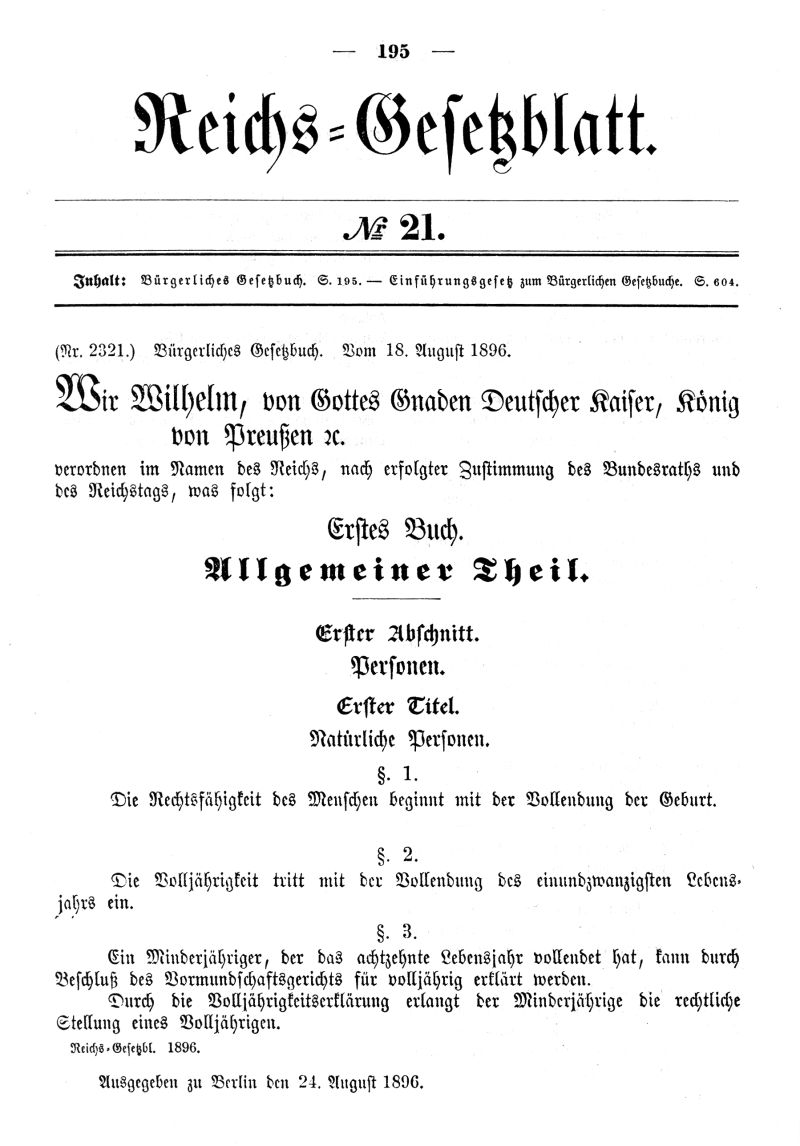
Publicación del BGB en el Boletín del Reich el 24 de agosto de 1896.

En Alemania solo se considera susceptible de ser hipotecada la propiedad de los inmuebles y los derechos equiparados a ella, como el caso del derecho de superficie. La hipoteca sobre bienes muebles continúa sin ser admitida en derecho alemán, donde tampoco tiene sitio la hipoteca de cuota indivisa de propietario singular, o propietario único (Bruchteil eines Grundstücks) siendo posible tan solo en el supuesto de copropiedad, o condominio en pro indiviso, de manera distinta al derecho español, donde sí es posible hipotecar una porción indivisa de una finca, aunque sea de propietario único.
El BGB prevé distintos derechos reales de realización de valor, no siempre accesorios, y distingue, la deuda territorial (carga que consiste simplemente en una determinada suma de dinero que hay que pagar por la pertenencia de la finca), de la deuda de renta, (como subtipo de deuda territorial que es, al igual que ésta, independiente del crédito personal: no accesoria).
En lo que respecta a la extensión de la hipoteca, ésta comprenderá los productos separados de la finca y a otras partes componentes siempre que con la separación no se hayan convertido, a causa de los arts. 954 a 957 del BGB, en propiedad de una persona distinta del propietario o del poseedor en concepto de dueño de la finca hipotecada, así como de los accesorios de la finca. El sistema registral se sustenta en la configuración jurídica de que la transmisión de la propiedad inmueble alcanza su plena eficacia con la inscripción aunque haga prueba iuris tantum. El acceso al registro de la propiedad en Alemania, de los derechos reales, se rige por un criterio restrictivo o de numerus clausus, pues se pueden inscribir solo aquellos derechos reales que previamente la Ley haya designado como inscribibles.

### Estados Unidos
En los Estados Unidos de América, aunque se dan distintas variables o teorías, la hipoteca se traduce con el término «mortgage», que significa transmisión de un derecho real sobre un bien inmueble, realizada por un deudor hipotecario (mortgagor) a un acreedor hipotecario (mortgagee), para permanecer como garantía de cumplimiento de una obligación, normalmente el pago de una deuda documentada en una promesa de pago (promissory note) del deudor hipotecario.
En todo caso, es un derecho de realización de valor en torno a la posibilidad de apropiación y disposición de los bienes inmuebles, que permite instrumentar en torno a ellos una operación de garantía, más cercana al pacto comisorio que a la realización por medios procesales ad hoc, judiciales o extrajudiciales.
La hipoteca ordinaria (mortgage regular) ha de constar en forma escrita, con especificación de los nombres de las partes y descripción de la propiedad hipotecada. La voluntad de constituir el gravamen hipotecario sobre el inmueble se manifiesta, en los Estados seguidores de la title theory, con las palabras convey and warrant, y en los estados donde rige la lien theory, con las palabras mortgage and warrant.
El documento ha de reunir los requisitos formales requeridos por la ley estatal para tener acceso al registro. Normalmente, el requisito exigido es la certificación del documento, que suele darse en un simple testimonio de subjetividad, prestado ante un notario público que interviene en el sentido de aseverar que conoce a los firmantes y que, efectivamente, las firmas que aparecen en el documento, son suyas.
La diferencia principal entre las dos tesis mayoritarias está en el modo de ejecución manner of foreclousure de la hipoteca, en tanto que en el sistema del title theory el acreedor hipotecario tiene el título (property) porque ha habido convey (entrega o venta en garantía). En el sistema de lien theory estamos ante un simple gravamen o carga impuesta a la propiedad inmobiliaria para seguridad de una obligación. Por tanto, en aquellos estados de la unión en que la ley aplicable confiere a la formalización de la hipoteca (mortgage) naturaleza de title theory, el modo de ejecución (method of foreclousure) será predominantemente una especie de power of sale (poder de venta), venta en garantía, o fiducia a modo de pacto comisorio. En los estados del sistema de lien theory será precisa en cambio la ejecución mediante realización bajo tutela judicial de la carga real (lien) que se impuso con fines de garantía.
En cuanto a los tipos de interés de los préstamos hipotecarios, una gran mayoría de los nuevos préstamos hipotecarios son de interés fijo por un periodo 3 a 5 años y los restantes 27 o 25 años son variables. Esto está causando muchas pérdidas hipotecarias que conllevan foreclosures: juicios o remates judiciales hipotecarios y que han llevado al mercado inmobiliario estadounidense a lo que se denominó 2007 credit crunch.
Con el fin de evitar la entrega de préstamos hipotecarios de difícil recuperación, muchas organizaciones sin ánimo de lucro relacionadas con la industria inmobiliaria de los Estados Unidos han implementado códigos de ética diseñados para definir la entrega de los préstamos en condiciones equitativas y confiables.

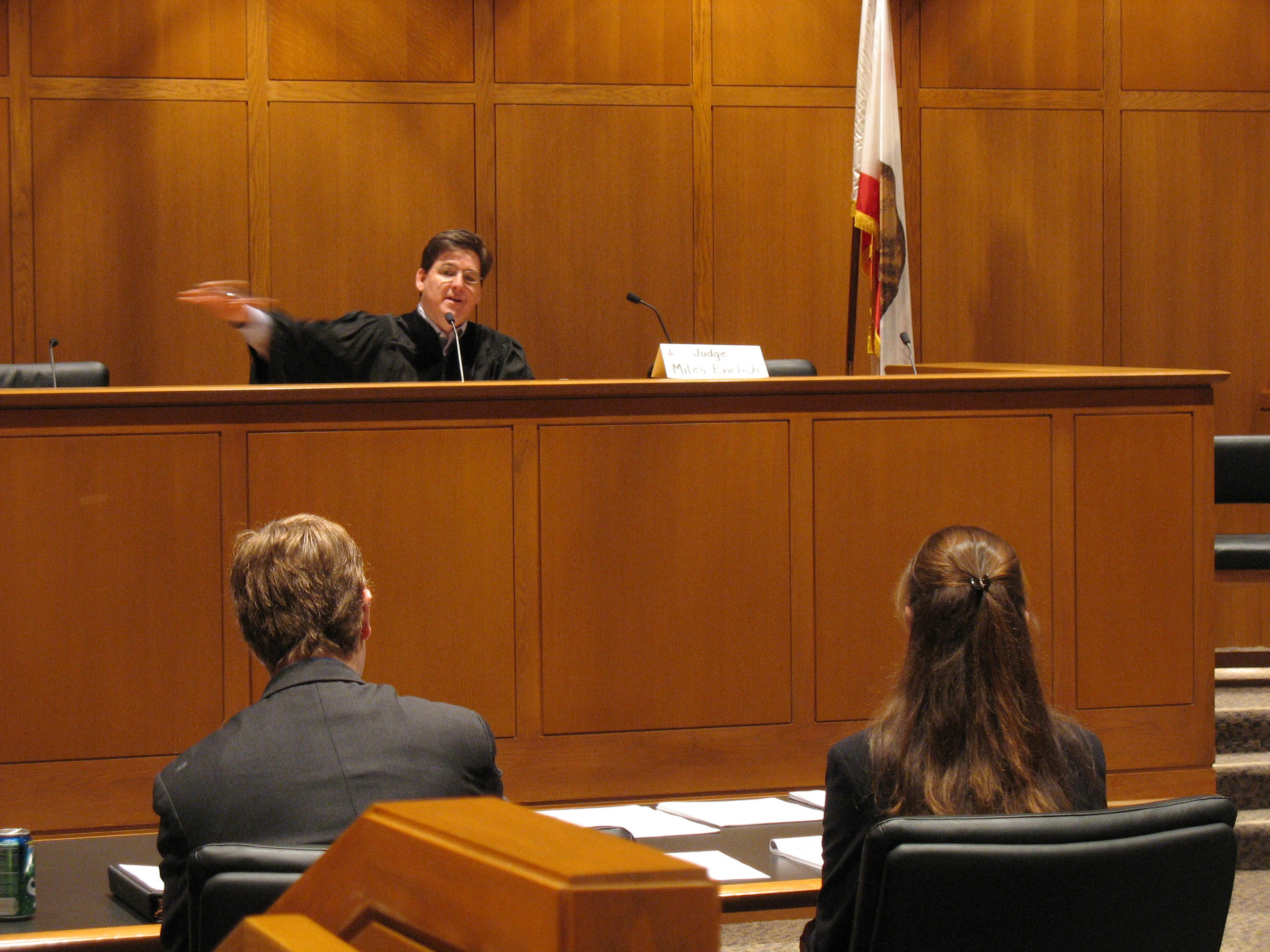
Subasta pública posterior al desahucio o lanzamiento. La hipoteca, como derecho real de realización de valor, permite al acreedor hipotecario someter el bien hipotecado a venta forzosa o ejecución hipotecaria, normalmente mediante subasta judicial, con el fin de hacerse pago de la deuda con el producto obtenido del bien realizado.

### España

#### Procedimiento judicial de ejecución hipotecaria
El proceso legal para realización judicial (venta forzosa mediante subasta) del bien hipotecado, se halla previsto en España en los artículos núm. 685 y siguientes de la Ley de Enjuiciamiento Civil, LEC del 2000, para aquellos casos que el deudor hipotecario hubiese dejado de pagar los vencimientos pactados para devolución del capital e intereses del crédito, o préstamo, entregado. La acción hipotecaria comienza por demanda judicial de inicio del procedimiento ejecutivo hipotecario, que asimismo ocasiona que se encarezca la deuda impagada, con motivo de los gastos de abogados, procuradores e intereses procesales de demora.
Además, si con la realización del bien hipotecado no se alcanzara a pagar toda la deuda acumulada, el acreedor hipotecario puede pedir al Juez que ordene proseguir la ejecución judicial contra el resto de los bienes del deudor hipotecario (art. 579 de la LEC). En España existe el principio de la doble garantía por la que el Deudor responde de sus deudas con todos sus bienes (no solo el hipotecado) presentes y futuros.
A raíz de la crisis económica de 2008 se generó en el país un gran debate social sobre la conveniencia de introducir la dación en pago, sin efecto hasta ahora.

### México
Generalmente la compra de un inmueble se hace mediante un crédito hipotecario. Este tipo de créditos los otorga un banco o institución financiera para que una persona lo use en la compra de un inmueble.
Un crédito hipotecario siempre va a ser más barato que un crédito personal o cualquier otro abierto al público. La tasa de interés será mucho más baja a la de otros créditos.
Por ejemplo, la tasa de interés en una tarjeta de crédito es en promedio 2.0% mensual, esto implica que la tasa anual es de 26.8%. La tasa de un crédito hipotecario va desde 9.0% hasta 12.0% al año.
La razón de ser un crédito más barato se debe a que la garantía del pago es el inmueble que se está comprando.
El pago de una hipoteca es a un plazo mayor a la de un coche, el plazo más común es de 20 años, pero también se puede solicitar a un menor plazo. El pago se hace de manera mensual y se descuenta de la cuenta ligada a la hipoteca.
Cada mensualidad va a incluir pagos al capital del crédito y al pago de intereses. Adicionalmente van a venir algunos otros conceptos:
- Seguro de vida – En caso de que algo ocurra con el acreditado este seguro paga lo que queda por pagar de la hipoteca.
- Seguro de daños – Si le llegara a pasar algo al inmueble el seguro de daños lo cubre.
- Comisiones – Hay algunos bancos que cobran comisiones mensuales.

Durante toda la vida de la hipoteca el cliente puede dar pagos anticipados a capital. Estos pagos pueden reducir el plazo que queda por pagar o que las mensualidades que quedan sean más bajas.

## Cláusulas abusivas en los créditos hipotecarios
En general, se considera una cláusula abusiva cuando es impuesto por una parte -normalmente la entidad bancaria- en la firma del crédito hipotecario. Se suelen considerar nulas de pleno derecho por lo que no tienen ninguna validez si bien los perjudicados para hacer valer sus derechos normalmente deben presentar demandas judiciales.
- Una cláusula suelo es una cláusula contractual que establece un mínimo a pagar en las cuotas de la hipoteca inmobiliaria aunque los intereses ordinarios que se han acordado con la entidad financiera estén por debajo o bajen.[20][21]
- Cláusulas sobre intereses de demora desorbitados –que superan el 16 %–: son intereses que se pagan por retrasarse en el pago de las cuotas hipotecarias.[22]
- Otras cláusulas a favor del prestatario. La protección ante el desahucio y la ejecución hipotecaria, la ley reconoce el derecho del prestatario a recuperar el bien pero suelen existir límites legales dependiendo de la situación económica de los afectados. A veces la entidad no puede desahuciar en invierno o cuando la familia se encuentre en situación de desamparo. Dependiendo del país existe el alquiler social, la posibilidad de renegociar el préstamo, y llegado el caso la aplicación de la dación en pago que ante el procedimiento de ejecución hipotecaria puede afectar tanto al firmante de la hipoteca y a los avalistas.[23]